# 土橋治重
土橋 治重（どばし じじゅう、1909年4月25日 - 1993年6月20日）は、日本の詩人・作家。本名・はるしげ。

## 来歴
山梨県出身。サンフランシスコのハミルトン高等学校卒業。在米中より詩を書く。1933年帰国し実家で農業に従事。塩山（甲州市塩山）の向獄寺で中川宗淵から禅を学ぶ。1937年山梨民友新聞に入る。1939年朝日新聞社に入社。
鎌倉に住み、川端康成、小島政二郎、林房雄、高見順らを知る。戦後、丸尾長顕、池田克己らと「鎌倉新人会」を作り、「日本未来派」に属して詩を書くかたわら、武田信玄・甲斐武田氏に関する著書多数のほか、大河ドラマ関係の歴史小説を多く書いた。また主著のひとつ『物語と史蹟をたずねて』シリーズは日本史を扱った大衆書として人気を博した。1992年、詩集「根」で第25回日本詩人クラブ賞受賞。はじめ詩人の武村志保と結婚するが、武村が死去したのち詩人の呉美代と再婚した。
息子の黒井和男は、映画プロデューサー、キネマ旬報社、角川映画の元社長。

## 著書
- 『花 詩集』日本未来派発行所 1953
- 『馬 詩集』国文社（ピポー叢書）1955
- 『Story 詩集』木曜書房（リベルタン叢書）1958
- 『武田信玄』三一新書 1966 のち三笠書房知的生きかた文庫
- 『謀将武田信玄 風林火山の旗の下に』大和書房 1967 のち知的生きかた文庫
- 『築城秘話』日本城郭資料館出版会（名城シリーズ）1970　のちPHP文庫
- 『実説原田甲斐』大和書房 1970
- 『城攻め・落城秘話』日本城郭資料館出版会（名城シリーズ）1971
- 『葉 詩集』国文社 1971
- 『柳生宗矩』 MIRU 1971
- 『斎藤道三 物語と史蹟をたずねて』成美堂出版 1972 のち文庫
- 『武田武士の系譜』新人物往来社 1972 改題「甲州武田家臣団」、「名将信玄と武田軍団」天山文庫
- 『平家物語 物語と史蹟をたずねて』成美堂出版 1972
- 『源義経 物語と史蹟をたずねて』成美堂出版 1972 のち文庫
- 『咸臨丸出航 物語と史蹟をたずねて』成美堂出版 1973
- 『織田信長 物語と史蹟をたずねて』成美堂出版 1973 のち文庫
- 『永遠の求道者高見順』社会思想社(現代教養文庫）1973
- 『戦国武将物語』国土社（日本少年文庫 1974「戦国武将こぼれ話」大陸文庫
- 『北条早雲 物語と史蹟をたずねて』成美堂出版 1974 のち文庫
- 『元禄物語 物語と史蹟をたずねて』成美堂出版 1974
- 『平将門 物語と史蹟をたずねて』成美堂出版 1975
- 『原田甲斐 物語と史蹟をたずねて』成美堂出版 1975
- 『大村益次郎 物語と史蹟をたずねて』成美堂出版 1976
- 『武田信玄 物語と史蹟をたずねて』成美堂出版 1976 のち文庫
- 『甲州の伝説』土橋里木共著 角川書店（日本の伝説）1976
- 『呂宋助左衛門 物語と史蹟をたずねて』成美堂出版 1977
- 『大村益次郎』国土社 1977
- 『サンフランシスコ日本人町 詩集』国文社 1978
- 『北条政子 物語と史蹟をたずねて』成美堂出版 1978 のち文庫
- 『北政所ねね 物語と史蹟をたずねて』成美堂出版 1980
- 『甲陽軍鑑 詩集』矢立出版 1981
- 『土橋治重詩集』ワシオ・トシヒコ編 土曜美術社（日本現代詩文庫）1982
- 『家康 最後の勝利者』成美堂出版 1982
- 『小説武田信玄 山本勘助外伝』青樹社 1982 のち時代小説文庫
- 『無敵・武田軍法の研究 『甲陽軍鑑』を読む』PHP研究所 1983 「『甲陽軍鑑』を読む」三笠書房知的生きかた文庫
- 『逆転の日本史 もしもその時…を推理する』日本文芸社 1983 「<逆転>日本史」天山文庫
- 『茎 詩集』国文社 1984
- 『野口英世 物語と史蹟をたずねて』成美堂出版 1984
- 『真田十勇士』成美堂出版 1985
- 『ライバルが語る日本史』日本文芸社 1985 「人物おもしろ日本史」大陸文庫
- 『甲州物語 詩集』砂子屋書房 1987
- 『武田信玄を歩く』新人物往来社 1987
- 『武田信玄の研究 その人望と強さの秘密』PHP研究所 1987
- 『山本勘助 物語と史蹟をたずねて』成美堂出版 1987 のち文庫
- 『春日局 将軍・家光の乳母』経済界 1988
- 『友情は消えず 西郷隆盛と大久保利通』経済界 1989
- 『史伝楠木正成 「大義」に生きた武将の実像』PHP研究所 1990 のち文庫
- 『根 詩集』土曜美術社 1991
- 『ペリー提督と会えなかった男の本懐 ジョン万次郎のそれから』経済界 1991
- 『日本史おもしろウラ話 伝説・評伝・逸話で描く』大陸文庫 1991
- 『若き日の明智光秀』PHP文庫 1992
- 『日本史人物とっておき50話 意外!なるほど! 静御前からジョン万次郎まで』PHP文庫 1992
- 『源九郎義経の兵法 天才戦術家の謎にせまる』ベストセラーズ（ワニの本）1993
- 『疾きこと風の如く武田信玄』広済堂出版 1993
- 『奥州藤原四代記』PHP研究所 1993
- 『宿敵たちの激闘・日本史』日本文芸社・文庫 1994
- 『土橋治重詩全集』土曜美術社出版販売 1995

## 編著
- 『甲斐路』（編）宝文館（日本の風土記）1959
- 『湘南・箱根』林房雄共編 宝文館（日本の風土記）1960
- 『日本の愛の詩』（編）理論社 1966
- 『日本の愛の詩集 青春のためのアンソロジー』大和書房（銀河選書）1967
- 『日本の恋愛詩』新興出版社 1967
- 『愛の詩集』二見書房 1970
- 『名詩のすべて 明治・大正・昭和 愛と人生のアンソロジー』大和出版 1975
- 『真田三代記』教育社 1982 のちPHP文庫